# Amata monticola
Amata monticola är en fjärilsart som beskrevs av Aurivillius 1909. Amata monticola ingår i släktet Amata och familjen björnspinnare. Inga underarter finns listade i Catalogue of Life.